# فرودگاه کامسامولسک بر آمور
فرودگاه کامسامولسک بر آمور (به انگلیسی: Komsomolsk-on-Amur Airport) یک فرودگاه نظامی با کد یاتا KXK است که یک باند فرود بتن دارد و طول باند آن ۲۵۰۰ متر است. این فرودگاه در شهر کامسامولسک بر آمور کشور روسیه قرار دارد و در ارتفاع ۲۸ متری از سطح دریا واقع شده است.

## شرکت‌های هواپیمایی و مقصدهای پروازی
| شرکت‌های هواپیمایی         | مقصدهای پروازی     |
| ------------------------- | ------------------ |
| آئروفلوت اجرا توسط آورورا | ولادی‌وستوک         |
| VIM Airlines              | دوموده‌دوو، تولمچوا |